# Racopilum purpurascens
Racopilum purpurascens är en bladmossart som beskrevs av Georg Ernst Ludwig Hampe 1876. Racopilum purpurascens ingår i släktet Racopilum och familjen Racopilaceae. Inga underarter finns listade i Catalogue of Life.